# Ölfusá
Ölfusá är en älv på södra Island. Den börjar vid sammanflödet av floderna Hvítá och Sog, strax norr om staden Selfoss, och flyter 225 kilometer till Atlanten. Den är flödesmässigt Islands största älv med ett genomsnittligt flöde på 423 kubikmeter/sekund. Dess upptagningsområde är 5.760 kvadratkilometer. 
Runt Ölfusá finns en omfattande näringsverksamhet med lax. 
Selfoss ligger vid Ölfusá. Floden är där 25 meter bred och 9 meter djup. 
Flói naturreservat ligger på älvens östra strand nära älvens mynning.

## Broar
Det har tidigare funnits flera olika färjeplatser längs älven över århundradena.
Den första bron över älven byggdes i Selfoss 1891 och blev startpunkt för en bebyggelse där. Den kollapsade 1944, och en ny, en hängbro på 132,25 meter, öppnades 1946.
En andra bro finns vid älvens relativt smala mynning. Den är 360 meter lång och byggdes 1988.

## Bildgalleri

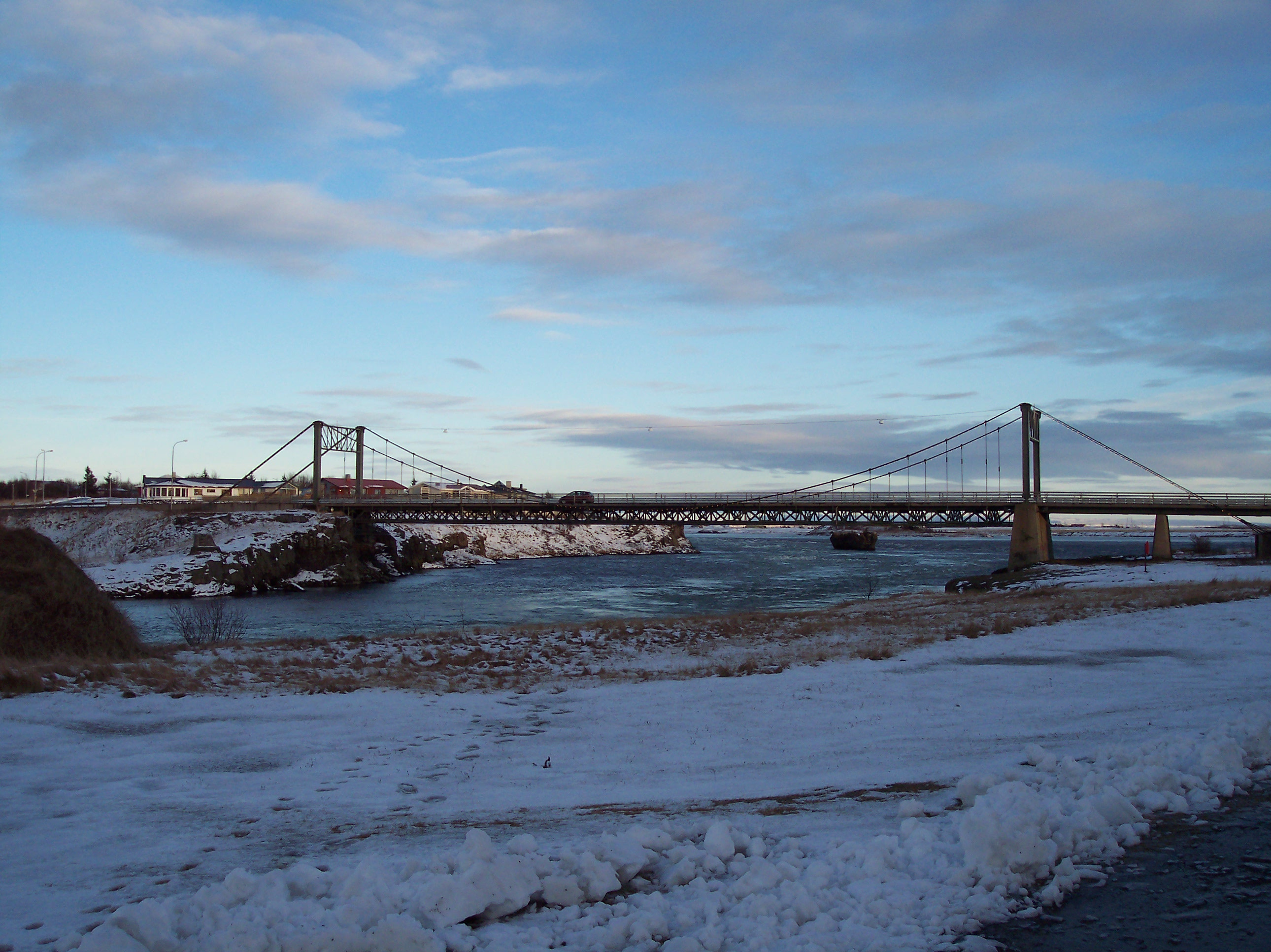
Bron över Ölfusá vid Selfoss
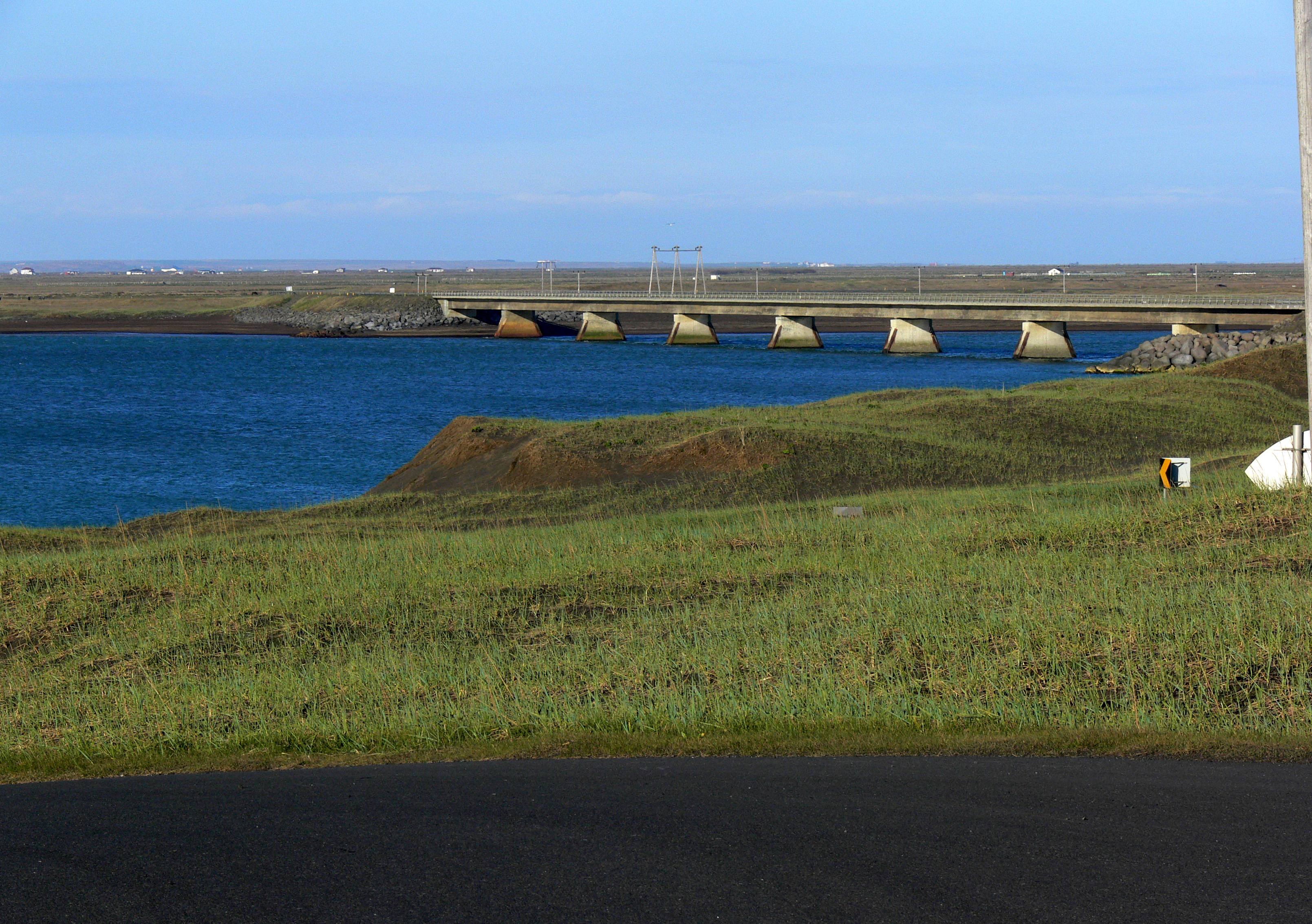
Bron över Ölfusá vid älvens mynning